# 메르세데스-벤츠 OM606 엔진
메르세데스-벤츠 OM606 엔진(영어: Mercedes-Benz OM606 engine)은 1993년부터 2001년까지 메르세데스-벤츠에서 제조한 간접 분사 방식의 3.0리터 (3.0 리터 (2,996 cc)) 인라인 6기통(R6/I6) DOHC(더블 오버헤드 캠축) 디젤 엔진이다.